# تریبو
تریبو (اوکراینی: Трібо) شرکت مهندسی اوکراینی است، که در سال ۱۹۷۹ تأسیس شد.